# Trophée européen FIRA de rugby à XV 1974-1975
Navigation
Trophée européen FIRA 1973-1974 Trophée européen FIRA 1975-1976
La Trophée européen FIRA 1974-1975 est une compétition qui réunit les nations de la FIRA–AER qui ne participent pas au Tournoi des Cinq Nations, mais en présence des équipes de France B et du Maroc.
La Tchécoslovaquie descend en division B la Pologne et les Pays-Bas sont promus en division A.

## Équipes participantes
| Division A - Espagne - France A - Italie - Roumanie - Tchécoslovaquie | Division B - Allemagne - Maroc - Pays-Bas - Pologne |

## Division A

### Classement
| Rang | Pays            | J | V | N | D | Pm  | Pe  | Diff | Pts |
| ---- | --------------- | - | - | - | - | --- | --- | ---- | --- |
| 1    | Roumanie        | 4 | 3 | 1 | 0 | 50  | 31  | +19  | 11  |
| 2    | France A        | 4 | 3 | 0 | 1 | 108 | 30  | +78  | 10  |
| 3    | Italie          | 4 | 2 | 1 | 1 | 80  | 31  | +49  | 9   |
| 4    | Espagne         | 4 | 1 | 0 | 3 | 31  | 88  | -57  | 6   |
| 5    | Tchécoslovaquie | 4 | 0 | 0 | 4 | 25  | 114 | -89  | 4   |

|  | Vainqueur de la compétition (no 1). |
|  | Relégué en division B (no 5).       |

### Matchs joués
| 13 octobre 1974 | Roumanie | 15 - 10 (3 - 6) | France B | Bucarest 10,000 spectateurs Arbitre : K.A. Pattison |
| 13 octobre 1974 |          |                 |          | Bucarest 10,000 spectateurs Arbitre : K.A. Pattison |
| 13 octobre 1974 |          |                 |          | Bucarest 10,000 spectateurs Arbitre : K.A. Pattison |

| 17 novembre 1974 | Tchécoslovaquie | 6 – 16 (3 - 16) | Roumanie | Šumperk 3,000 spectateurs Arbitre : G. Chardon |
| 17 novembre 1974 |                 |                 |          | Šumperk 3,000 spectateurs Arbitre : G. Chardon |
| 17 novembre 1974 |                 |                 |          | Šumperk 3,000 spectateurs Arbitre : G. Chardon |

| 15 décembre 1974 | France B | 36 – 3 | Tchécoslovaquie | Bourg-en-Bresse |
| 15 décembre 1974 |          |        |                 | Bourg-en-Bresse |
| 15 décembre 1974 |          |        |                 | Bourg-en-Bresse |

| 2 février 1975 | France B | 46 – 3 | Espagne | Mauléon |
| 2 février 1975 |          |        |         | Mauléon |
| 2 février 1975 |          |        |         | Mauléon |

| 15 février 1975 | Italie                                             | 9 – 16 (9 - 10) | France B                           | Rome Arbitre : Witting |
| 15 février 1975 | Essai(s) : 1 Transformation(s) : 1 Pénalité(s) : 1 |                 | Essai(s) : 3 Transformation(s) : 2 | Rome Arbitre : Witting |
| 15 février 1975 |                                                    |                 |                                    | Rome Arbitre : Witting |

| 6 avril 1975 | Espagne         | 3 – 19 (3 - 3) | Italie                                             | Madrid Arbitre : Flingou |
| 6 avril 1975 | Pénalité(s) : 1 |                | Essai(s) : 2 Transformation(s) : 1 Pénalité(s) : 3 | Madrid Arbitre : Flingou |
| 6 avril 1975 |                 |                |                                                    | Madrid Arbitre : Flingou |

| 27 avril 1975 | Tchécoslovaquie | 7 – 13 | Espagne | Prague |
| 27 avril 1975 |                 |        |         | Prague |
| 27 avril 1975 |                 |        |         | Prague |

| 27 avril 1975 | Roumanie        | 3 – 3 (0 - 3) | Italie      | Bucarest 3,000 spectateurs Arbitre : A. Cuny |
| 27 avril 1975 | Pénalité(s) : 1 |               | Drop(s) : 1 | Bucarest 3,000 spectateurs Arbitre : A. Cuny |
| 27 avril 1975 |                 |               |             | Bucarest 3,000 spectateurs Arbitre : A. Cuny |

| 4 mai 1975 | Espagne | 12 – 16 (0 - 6) | Roumanie | Madrid Arbitre : M. Massan |
| 4 mai 1975 |         |                 |          | Madrid Arbitre : M. Massan |
| 4 mai 1975 |         |                 |          | Madrid Arbitre : M. Massan |

| 10 mai 1975 | Italie                                             | 49 – 9 (30 - 3) | Tchécoslovaquie | Reggio de Calabre Arbitre : Rigole |
| 10 mai 1975 | Essai(s) : 7 Transformation(s) : 7 Pénalité(s) : 1 |                 |                 | Reggio de Calabre Arbitre : Rigole |
| 10 mai 1975 |                                                    |                 |                 | Reggio de Calabre Arbitre : Rigole |

## Division B

### Classement
| Rang | Pays      | J | V | N | D | Pm | Pe | Diff | Pts |
| ---- | --------- | - | - | - | - | -- | -- | ---- | --- |
| 1    | Pologne   | 3 | 3 | 0 | 0 | 68 | 29 | +39  | 9   |
| 2    | Pays-Bas  | 3 | 2 | 0 | 1 | 78 | 52 | +26  | 7   |
| 3    | Allemagne | 3 | 1 | 0 | 2 | 46 | 72 | -26  | 5   |
| 4    | Maroc     | 3 | 0 | 0 | 3 | 21 | 60 | -39  | 3   |

|  | Promu en A (no 1 et no 2). |

### Matchs joués
| 19 octobre 1974 | Pays-Bas | 32 - 21 | Allemagne | Wageningen |
| 19 octobre 1974 |          |         |           | Wageningen |
| 19 octobre 1974 |          |         |           | Wageningen |

| 16 mars 1975 | Maroc | 3 – 15 | Pologne | Casablanca |
| 16 mars 1975 |       |        |         | Casablanca |
| 16 mars 1975 |       |        |         | Casablanca |

| 6 avril 1975 | Pologne | 24 – 20 | Pays-Bas | Ostrołęka |
| 6 avril 1975 |         |         |          | Ostrołęka |
| 6 avril 1975 |         |         |          | Ostrołęka |

| 13 avril 1975 | Allemagne | 19 – 11 | Maroc | Heidelberg |
| 13 avril 1975 |           |         |       | Heidelberg |
| 13 avril 1975 |           |         |       | Heidelberg |

| 4 mai 1975 | Pologne | 29 – 6 | Allemagne | Varsovie |
| 4 mai 1975 |         |        |           | Varsovie |
| 4 mai 1975 |         |        |           | Varsovie |

| 1er juillet 1975 | Pays-Bas | 26 – 7 | Maroc | Hilversum |
| 1er juillet 1975 |          |        |       | Hilversum |
| 1er juillet 1975 |          |        |       | Hilversum |